# Kraftwerk Chana
Das Kraftwerk Chana ist ein GuD-Kraftwerk im Landkreis Chana, Provinz Songkhla, Thailand.
Die installierte Leistung des Kraftwerks beträgt 1476 (bzw. 1510 oder 1531) MW. Mit dem Bau des Kraftwerks wurde 2005 begonnen. Es ging 2008 mit dem ersten Block in Betrieb. Das Kraftwerk ist im Besitz der Electricity Generating Authority of Thailand (EGAT) und wird auch von EGAT betrieben.

## Kraftwerksblöcke
Das Kraftwerk besteht aus zwei Blöcken. Die folgende Tabelle gibt einen Überblick:
| Block | Einheit | Max. Leistung (MW) | Betriebsbeginn | Turbine | Generator | Dampfkessel     |
| ----- | ------- | ------------------ | -------------- | ------- | --------- | --------------- |
| 1     | 1       | 235                | 2008           | Siemens | Siemens   | Nooter/Erickson |
|       | 2       | 235                | 2008           | Siemens | Siemens   | Nooter/Erickson |
|       | 3       | 240                | 2008           | Siemens | Siemens   |                 |
| 2     | 1       | 400                | 2014           | Siemens | Siemens   | Vogt            |
|       | 2       | 400                | 2014           | Siemens | Siemens   | Vogt            |

Der Block 1 besteht aus zwei Gasturbinen sowie einer nachgeschalteten Dampfturbine. An beide Gasturbinen ist jeweils ein Abhitzedampferzeuger angeschlossen; die Abhitzedampferzeuger versorgen dann die Dampfturbine.
Bei den beiden Einheiten des Blocks 2 sind die Gasturbine und die Dampfturbine dagegen an eine gemeinsame Welle (single-shaft) angeschlossen.

## Sonstiges
Der Auftragswert für den Block 2 betrug 425 Mio. USD.